# Bernd Weisbrod
Bernd Weisbrod (* 27. März 1946 in Heidelberg) ist ein deutscher Historiker und war Hochschullehrer an der Universität Göttingen.

## Leben
Weisbrod studierte Geschichte, Politik und Anglistik an den Universitäten Heidelberg und Berlin und wurde 1976 an der Ruhr-Universität Bochum promoviert. Anschließend war er Wissenschaftlicher Assistent in Bochum sowie Fellow am Deutschen Historischen Institut London. Nach Lehrstuhlvertretungen in Hagen und Bielefeld war er von 1990 bis zu seiner Emeritierung 2011 Professor für Mittlere und Neuere Geschichte an der Georg-August-Universität Göttingen. Seine Lehrstuhlnachfolge trat Dirk Schumann an. In Göttingen leitete Weisbrod den Zeitgeschichtlichen Arbeitskreis Niedersachsen (ZAKN) und war zwischen 2005 und 2011 Sprecher des DFG-Graduiertenkollegs „Generationengeschichte“. Zu seinen akademischen Schülern zählen Frank Bösch, Alexander C. T. Geppert, Habbo Knoch und Jens-Christian Wagner.

## Schriften (Auswahl)
- Schwerindustrie in der Weimarer Republik. Interessenpolitik zwischen Stabilisierung und Krise. Hammer, Wuppertal 1978, ISBN 3-87294-123-2 (Überarbeitete Fassung der Dissertation, Bochum, Universität, 1976).

Herausgeberschaften
- mit Christian Jansen und Lutz Niethammer: Von der Aufgabe der Freiheit. Politische Verantwortung und bürgerliche Gesellschaft im 19. und 20. Jahrhundert. Festschrift für Hans Mommsen zum 5. November 1995. Akademie Verlag, Berlin 1995, ISBN 3-05-002835-1.
- Von der Währungsreform zum Wirtschaftswunder. Wiederaufbau in Niedersachsen (= Veröffentlichungen der Historischen Kommission für Niedersachsen und Bremen. Bd. 38; Quellen und Untersuchungen zur Geschichte Niedersachsens nach 1945. Bd. 13). Hahn, Hannover 1998, ISBN 3-7752-5829-9.
- Akademische Vergangenheitspolitik. Beiträge zur Wissenschaftskultur der Nachkriegszeit (= Veröffentlichungen des Zeitgeschichtlichen Arbeitskreises Niedersachsen. Bd. 20). Wallstein, Göttingen 2002, ISBN 3-89244-595-8.
- Die Politik der Öffentlichkeit – die Öffentlichkeit der Politik. Politische Medialisierung in der Geschichte der Bundesrepublik (= Veröffentlichungen des Zeitgeschichtlichen Arbeitskreises Niedersachsen. Bd. 21). Wallstein, Göttingen 2003, ISBN 3-89244-691-1.
- mit Alf Lüdtke: No Man’s Land of Violence. Extreme Wars in the 20th Century (= Göttinger Gespräche zur Geschichtswissenschaft. Bd. 24). Wallstein, Göttingen 2006, ISBN 3-89244-825-6.
- Historische Beiträge zur Generationsforschung (= Göttinger Studien zur Generationsforschung. Bd. 2). Wallstein, Göttingen 2009, ISBN 978-3-8353-0570-0.